# Arum apulum
Arum apulum, otrovna zeljasta biljka iz porodice kozlačevki. Izvorni areal ove vrste je JI. Italija, raste u Apuliji na malom geografskom području oko Gioia del Colle između Barija i Taranta. Zadiranje u njegov raspon ljudskim djelovanjem dovelo je do toga da postaje sve rijeđi. Na Crvenom popisu IUCN-a nalazi se kao ranjiva.
A. apulum je gomoljasti geofit skromne veličine (30-40cm) s tamnozelenim oštro-strijelastim lišćem koje se pojavljuje u jesenskim mjesecima nakon čega slijedi cvat u proljeće koji ima blijedo limetno-zelenu ljusku s kestenjastim tonom i smeđe-kestenastim vrhom. Smrdljiva aroma koju ispuštaju cvjetovi je osebujna, ali nije tako jaka kao kod mnogih drugih Aruma.